# ATP Challenger Manila-2
Der ATP Challenger Manila (offiziell: Manila Challenger) war ein Tennisturnier, das zwischen 1992 und 1994 zweimal in Manila, den Philippinen, stattfand. Es gehörte zur ATP Challenger Tour und wurde im Freien auf Hartplatz gespielt. Richard Fromberg ist mit je einem Titel in Einzel und Doppel der einzige mehrfache Turniersieger.

## Liste der Sieger

### Einzel
| Jahr | Sieger            | Finalgegner       | Ergebnis          |
| ---- | ----------------- | ----------------- | ----------------- |
| 1994 | Michael Tebbutt   | Tim Henman        | 6:2, 6:2          |
| 1993 | nicht ausgetragen | nicht ausgetragen | nicht ausgetragen |
| 1992 | Richard Fromberg  | Neil Borwick      | 7:6, 6:4          |

### Doppel
| Jahr | Sieger                     | Finalgegner                       | Ergebnis          |
| ---- | -------------------------- | --------------------------------- | ----------------- |
| 1994 | Albert Chang Leander Paes  | Richard Matuszewski David Nainkin | 6:4, 6:4          |
| 1993 | nicht ausgetragen          | nicht ausgetragen                 | nicht ausgetragen |
| 1992 | Richard Fromberg Steve Guy | Massimo Ardinghi Mario Visconti   | 6:3, 6:4          |